# Гимнастика на летних Олимпийских играх 2008
Соревнования по гимнастике на XXIX летних Олимпийских играх прошли с 9 по 24 августа. Официально в этот вид спорта на Олимпийских играх включены: прыжки на батуте, спортивная гимнастика и художественная гимнастика. Всего было разыграно 18 комплектов наград.

## Прыжки на батуте
В этой дисциплине было разыграно 2 комплекта медалей:
- Индивидуальный зачёт у мужчин
- Индивидуальный зачёт у женщин

### Календарь
| Август           | 15 | 16 | 17 | 18 | 19 | 20 | Медали |
| ---------------- | -- | -- | -- | -- | -- | -- | ------ |
| Прыжки на батуте |    |    |    | 1  | 1  |    | 2      |

|  | Квалификация |  | Финал |

## Спортивная гимнастика
В этой дисциплине было разыграно 14 комплектов медалей:
| - Мужчины: - Командное многоборье - Индивидуальное многоборье - Вольные упражнения - Конь-махи - Кольца - Опорный прыжок - Параллельные брусья - Перекладина | - Женщины: - Командное многоборье - Индивидуальное многоборье - Опорный прыжок - Разновысокие брусья - Бревно - Вольные упражнения |

### Календарь
| Август                | 8 | 9 | 10 | 11 | 12 | 13 | 14 | 15 | 16 | 17 | 18 | 19 | 20 | Медали |
| --------------------- | - | - | -- | -- | -- | -- | -- | -- | -- | -- | -- | -- | -- | ------ |
| Спортивная гимнастика |   |   |    |    | 1  | 1  | 1  | 1  |    | 4  | 3  | 3  |    | 14     |

|  | Квалификация |  | Финал |

## Художественная гимнастика
В этой дисциплине было разыграно 2 комплекта медалей:
- Индивидуальное многоборье у женщин
- Групповое многоборье у женщин

### Календарь
| Август                    | 20 | 21 | 22 | 23 | 24 | Медали |
| ------------------------- | -- | -- | -- | -- | -- | ------ |
| Художественная гимнастика |    |    |    | 1  | 1  | 2      |

|  | Квалификация |  | Финал |